# Бербер, Феликс
Карл Генрих Феликс Бербер (нем. Karl Heinrich Felix Berber; 11 марта 1871, Йена — 2 ноября 1930, Мюнхен) — немецкий скрипач, музыкальный педагог. Отец Аниты Бербер.

## Биография
С семи лет играл на скрипке, учился в Дрезденской консерватории, затем в Лейпцигской консерватории (у Адольфа Бродского), в 13 лет выступил с первым большим концертом.
В 1891—1896 гг. работал в оркестре в Магдебурге, затем предпринял продолжительное сольное турне, добравшись и до России. В 1897—1898 гг. работал в Хемнице, в 1898—1903 гг. был первым концертмейстером в Оркестре Гевандхауса под руководством Артура Никиша, возглавлял также струнный квартет (вторая скрипка Альфред Вилле, альт Александер Зебальд, виолончель Юлиус Кленгель). Затем некоторое время работал в Мюнхене, в том числе как педагог в Мюнхенской академии музыки и Консерватории Хоха, а в 1908 г. занял место профессора скрипки в Женевской консерватории. Вернувшись в 1913 г. в Мюнхен, Бербер с началом Первой мировой войны ушёл на фронт в офицерском звании, а по возвращении в Мюнхен вернулся к преподавательской деятельности (с 1920 г. профессор) и основал вместе с коллегами по академии Квартет Бербера и Мюнхенское трио. В репертуаре Бербера ключевыми авторами были Людвиг ван Бетховен, Иоганнес Брамс (с которым он в молодости успел сыграть вместе) и Макс Регер, он также дал премьеру сонаты для скрипки и фортепиано ми минор Ганса Пфицнера (1918, вместе с автором).